# 신 (크로아티아)

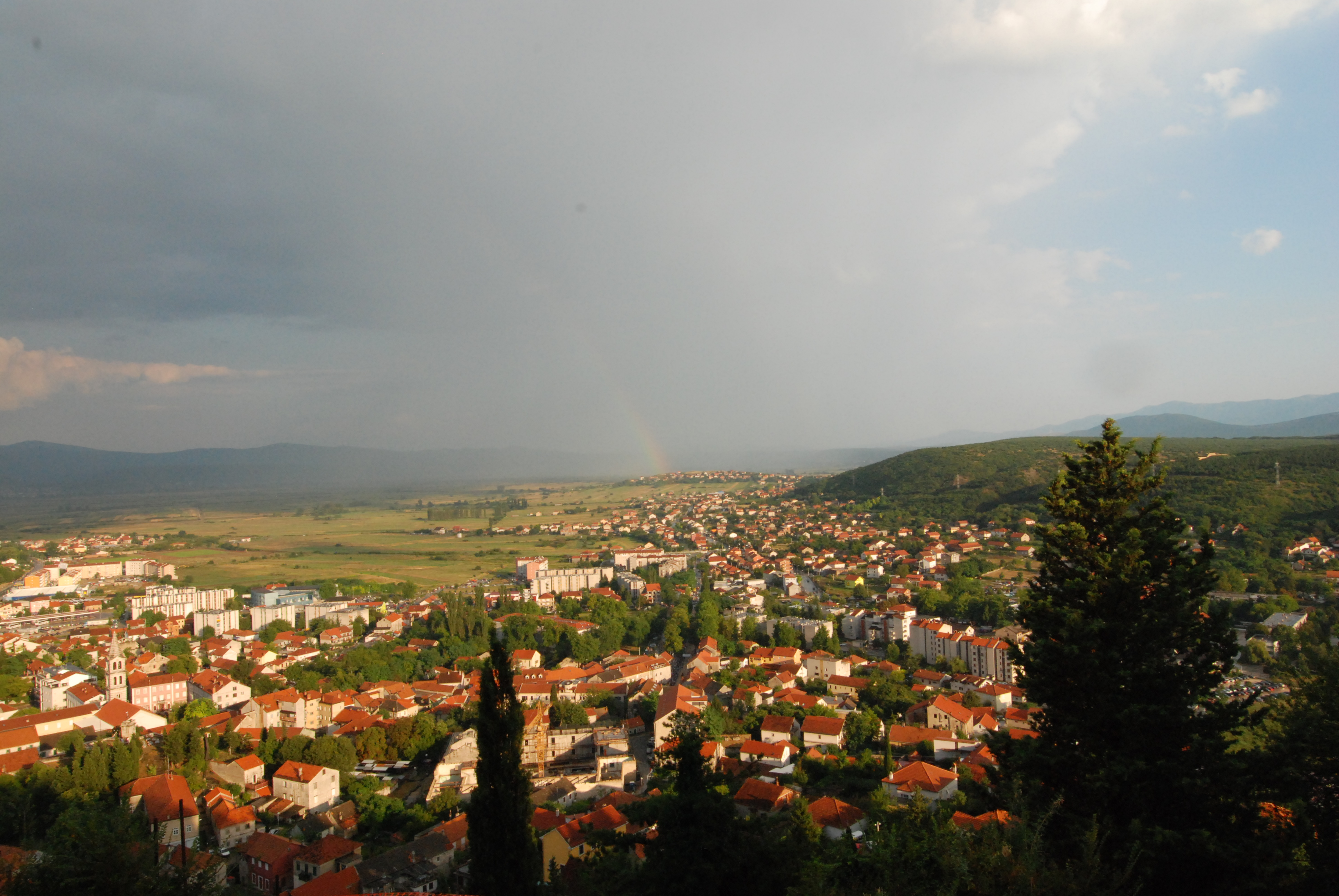
신 시가지

신(크로아티아어: Sinj, 이탈리아어: Signo 시뇨[*], 독일어: Zein 차인[*])은 크로아티아 스플리트달마티아주의 도시로 면적은 181km2, 높이는 326m, 인구는 24,826명(2011년 기준), 인구 밀도는 140명/km2이다.